# Punta Pescadora (Sandwich del Sur)
La punta Pescadora (en inglés: Borley Point) es una punta que marca el punto noroeste de la isla Jorge, en las islas Sandwich del Sur. Se encuentra dos kilómetros al sureste de la roca Dedo Pulgar, y al noroeste de la roca Longlow y la punta Hueca. La Dirección de Sistemas de Información Geográfica de la provincia de Tierra del Fuego cita la punta en las coordenadas 58°21′26″S 26°34′06″O / -58.35722, -26.56833.
En esta punta se ubica uno de los puntos que determinan las líneas de base de la República Argentina, a partir de las cuales se miden los espacios marítimos que rodean al archipiélago.

## Historia
Fue cartografiada en 1930 por el personal británico de Investigaciones Discovery a bordo del RRS Discovery II y nombrada por John Oliver Borley, miembro del Comité Discovery y el Colonial Office. En Argentina se utiliza otro topónimo.
La isla nunca fue habitada ni ocupada, y como el resto de las Sandwich del Sur se encuentra bajo control del Reino Unido que la hace parte del territorio británico de ultramar de las Islas Georgias del Sur y Sandwich del Sur, y es reclamada por la República Argentina, que la hace parte del departamento Islas del Atlántico Sur dentro de la provincia de Tierra del Fuego, Antártida e Islas del Atlántico Sur.